# Championnat National 2013-2014
L'edizione 2013-2014 del Championnat National è stato il 16º campionato di calcio francese di terza divisione nel formato attuale.

## Stagione
Il DNCG ha stabilito che il Le Mans FC, retrocesso nella Ligue 2 2012-2013, è stato retrocesso nella divisione Honneur per motivi finanziari. L'FC Rouen, che si è classificato 5 ° nel Championnat National 2012-2013, è stato retrocesso nella divisione Honneur a causa della contabilità del club e dei suoi debiti. Inoltre, CS Sedan Ardennes, retrocessa nella Ligue 2 2012-2013, è stata retrocessa nel dilettante 2 Championnat de France a causa della sua liquidazione giudiziaria.
Le squadre sono state sostituite dall'FC Bourg-Péronnas che ha chiuso in 15ª posizione, l'ES Uzès Pont du Gard (16°) e il Paris FC (17°). Le tre squadre dovevano essere retrocesse nella Championnat National 2012-2013, poiché il DNCG aveva in programma di cambiare il numero di squadre in questa divisione, ovvero da 20 a 18 squadre

## Squadre partecipanti
| Club              | Città            | Stadio                       |
| ----------------- | ---------------- | ---------------------------- |
| Amiens            | Amiens           | Stade de la Licorne          |
| Boulogne          | Boulogne-sur-Mer | Stadio de la Libération      |
| Bourg-Péronnas    | Péronnas         | Stadio Municipal de Péronnas |
| Carquefou         | Carquefou        | Stadio Moulin Boisseau       |
| Colmar            | Colmar           | Colmar Stadium               |
| Colomiers         | Colomiers        | Stade Michel Bendichou       |
| Dunkerque         | Dunkerque        | Stadio Marcel-Tribut         |
| Fréjus St-Raphaël | Fréjus           | Stade Pourcin                |
| Gazélec Ajaccio   | Ajaccio          | Stade Ange Casanova          |
| Poiré-sur-Vie     | Le Poiré-sur-Vie | Stade de l'Idonnière         |
| Luzenac           | Luzenac          | Stade Paul Fédou             |
| Luçon             | Luçon            | Stade Jean de Mouzon         |
| Orléans           | Orléans          | Stade de la Source           |
| Paris FC          | Parigi           | Stadio Charléty              |
| Red Star          | Saint-Ouen       | Stade Bauer                  |
| Strasburgo        | Strasburgo       | Stade de la Meinau           |
| Uzès Pont du Gard | Uzès             | Stadio Pautex                |
| Vannes            | Vannes           | Stade de la Rabine           |

## Classifica
|  |     | Classifica 2013-2014 | Pti | G  | V  | N  | P  | GF | GS | DR  |
|  | --- | -------------------- | --- | -- | -- | -- | -- | -- | -- | --- |
|  | 1.  | Orléans              | 65  | 34 | 17 | 14 | 3  | 46 | 22 | +24 |
|  | 2.  | Luzenac*             | 63  | 34 | 17 | 12 | 5  | 51 | 30 | +21 |
|  | 3.  | Gazélec Ajaccio      | 60  | 34 | 17 | 9  | 8  | 45 | 27 | +18 |
|  | 4.  | Colmar               | 50  | 34 | 13 | 11 | 10 | 37 | 39 | -2  |
|  | 5.  | Dunkerque            | 50  | 34 | 12 | 14 | 8  | 35 | 30 | +5  |
|  | 6.  | Amiens               | 49  | 34 | 12 | 13 | 9  | 32 | 24 | +8  |
|  | 7.  | Red Star             | 48  | 34 | 12 | 12 | 10 | 37 | 33 | +4  |
|  | 8.  | Carquefou*           | 47  | 34 | 11 | 14 | 9  | 32 | 30 | +2  |
|  | 9.  | Paris FC             | 46  | 34 | 11 | 13 | 10 | 32 | 27 | +5  |
|  | 10. | Fréjus St-Raphaël**  | 44  | 34 | 12 | 10 | 12 | 35 | 35 | 0   |
|  | 11. | Bourg-Péronnas       | 43  | 34 | 11 | 10 | 13 | 38 | 45 | -7  |
|  | 12. | Luçon                | 41  | 34 | 10 | 11 | 13 | 32 | 41 | -9  |
|  | 13. | SJA Le Poiré-sur-Vie | 41  | 34 | 11 | 8  | 15 | 37 | 52 | -15 |
|  | 14. | Boulogne             | 40  | 34 | 11 | 7  | 16 | 36 | 40 | -4  |
|  | 15. | Colomiers            | 39  | 34 | 10 | 9  | 15 | 39 | 39 | 0   |
|  | 16. | Strasburgo           | 35  | 34 | 8  | 11 | 15 | 36 | 40 | -4  |
|  | 17. | Vannes***            | 29  | 34 | 6  | 14 | 14 | 35 | 45 | -10 |
|  | 18. | Uzès Pont du Gard*   | 23  | 34 | 5  | 8  | 21 | 25 | 61 | -36 |

### Verdetti
- Orléans e  Gazélec Ajaccio  promosse in Ligue 2 2014-2015.
- Luzenac,  Carquefou e  Uzès Pont du Gard retrocessi in 'Division d'Honneur'.
- Vannes retrocesso in 'DSE'.

Note:
- Il 20 marzo 2014, il presidente di Carquefou ha dichiarato che il club non sarà in grado di disporre di mezzi finanziari per continuare la Championnat National nella prossima stagione. Il club sarebbe stato rispedito alla Division d'Honneur.
- Fréjus è stato penalizzato di due punti.
- Vannes è stato penalizzato di tre punti.

## Risultati
|                   | Ami  | Bou  | Bpe  | Cqf  | Col  | Clm  | Dun  | Fre  | Gaz  | Lpv  | Luz  | Luç  | Orl  | Par  | ReS  | Rcs  | Uze  | Van  |
| ----------------- | ---- | ---- | ---- | ---- | ---- | ---- | ---- | ---- | ---- | ---- | ---- | ---- | ---- | ---- | ---- | ---- | ---- | ---- |
| Amiens            | –––– | 0–0  | 0–1  | 2–2  | 1–0  | 0–1  | 1–1  | 2–0  | 4–2  | 3–0  | 0–0  | 0–0  | 0–2  | 1–0  | 2–0  | 1–1  | 0–0  | 2–0  |
| Boulogne          | 1-2  | –––– | 5–0  | 1–0  | 2–1  | 3–0  | 0–0  | 2–1  | 2–0  | 3–2  | 0–2  | 0–2  | 1–2  | 0–0  | 0–1  | 1–0  | 2–2  | 2–5  |
| Bourg-Pérronais   | 1–1  | 2–1  | –––– | 0–1  | 4–2  | 2–1  | 1–0  | 0–0  | 1–3  | 1–1  | 0–2  | 2–2  | 0–2  | 0–0  | 1–1  | 2–1  | 1–1  | 4–0  |
| Carquefou         | 1–2  | 2–1  | 0–1  | –––– | 1–0  | 1–1  | 1–0  | 0–1  | 1–2  | 4–1  | 1–1  | 2–0  | 1–1  | 1–2  | 2–1  | 1–0  | 2–1  | 1–0  |
| Colmar            | 3–1  | 1–0  | 4–3  | 0–0  | –––– | 1–2  | 2–0  | 0–0  | 1–1  | 0–0  | 3–1  | 2–0  | 0–2  | 0–3  | 0–2  | 2–1  | 3–1  | 2–2  |
| Colomiers         | 1–1  | 1–2  | 2–2  | 0–1  | 1–1  | –––– | 1–2  | 0–0  | 1–1  | 4–0  | 0–0  | 5–1  | 0–1  | 0–2  | 0–0  | 2–1  | 1–2  | 3–1  |
| Dunkerque         | 2–1  | 1–0  | 0–1  | 1–0  | 0–0  | 4–2  | –––– | 0–0  | 0–2  | 1–0  | 1–1  | 1–0  | 0–0  | 0–0  | 2–0  | 0–0  | 1–0  | 4–1  |
| Fréjus            | 1–0  | 1–1  | 2–3  | 0–0  | 5–1  | 1–4  | 1–3  | –––– | 1–0  | 3–0  | 1–2  | 2–1  | 0–2  | 0–1  | 3–2  | 1–0  | 3–1  | 2–0  |
| Gazélec Ajaccio   | 2–0  | 0–1  | 3–1  | 4–1  | 1–1  | 1–0  | 2–1  | 1–0  | –––– | 3–1  | 0–1  | 2–0  | 0–0  | 1–0  | 2–1  | 2–0  | 1–0  | 0–0  |
| Le Poiré-sur-Vie  | 0–0  | 2–1  | 1–0  | 1–1  | 0–0  | 2–1  | 1–1  | 2–1  | 0–1  | –––– | 0–3  | 0–0  | 0–2  | 1–0  | 1–2  | 1–3  | 5–0  | 2–2  |
| Luzenac           | 1–0  | 1–0  | 2–1  | 2–2  | 3–0  | 2–1  | 0–0  | 1–2  | 1–1  | 0–1  | –––– | 1–0  | 3–3  | 1–1  | 1–0  | 2–1  | 4–0  | 2–0  |
| Luçon             | 0–0  | 1–0  | 1–1  | 0–0  | 0–1  | 0–2  | 1–1  | 1–3  | 1–0  | 3–0  | 0–2  | –––– | 2–2  | 2–2  | 1–0  | 1–0  | 3–2  | 3–2  |
| Orléans           | 0–0  | 3–1  | 1–0  | 2–0  | 1–1  | 0–0  | 1–0  | 1–1  | 1–1  | 4–1  | 0–1  | 2–1  | –––– | 2–0  | 0–0  | 1–1  | 3–2  | 0–0  |
| Paris             | 0–0  | 1–1  | 2–1  | 0–0  | 0–1  | 1–0  | 2–2  | 0–0  | 0–0  | 1–2  | 2–1  | 0–1  | 1–2  | –––– | 2–3  | 2–0  | 3–0  | 1–1  |
| Red Star          | 1–0  | 0–1  | 0–0  | 1–1  | 0–1  | 1–0  | 2–2  | 0–0  | 2–1  | 2–1  | 4–2  | 1–1  | 2–0  | 0–0  | –––– | 0–0  | 3–0  | 1–0  |
| Strasbourg        | 0–1  | 1–1  | 3–2  | 1–1  | 1–2  | 2–0  | 3–0  | 2–0  | 1–1  | 1–3  | 1–2  | 1–1  | 1–0  | 0–2  | 2–2  | –––– | 2–0  | 2–0  |
| Uzès Pont du Gard | 0–3  | 1–0  | 0–1  | 0–0  | 0–0  | 0–1  | 1–2  | 1–0  | 0–3  | 2–3  | 1–1  | 4–2  | 0–1  | 0–1  | 2–1  | 0–0  | –––– | 1–1  |
| Vannes            | 0–1  | 2–0  | 0–0  | 0–0  | 0–1  | 0–1  | 2–2  | 0–0  | 2–1  | 0–1  | 2–2  | 0–0  | 1–1  | 3–0  | 1–1  | 3–2  | 4–0  | –––– |

## Statistiche e record

### Classifica marcatori
Aggiornata al 6 luglio 2014
| Gol |  |  | Giocatore              | Squadra   |
| --- |  |  | ---------------------- | --------- |
| 22  |  |  | Andé Dona Ndoh         | Luzenac   |
| 14  |  |  | Gaëtan Laborde         | Red Star  |
| 14  |  |  | Wilfried Louisy-Daniel | Orléans   |
| 14  |  |  | Karl Toko Ekambi       | Paris FC  |
| 13  |  |  | Famara Diedhiou        | Ajaccio   |
| 11  |  |  | Sacha Clémence         | Carquefou |
| 11  |  |  | Mouaad Madri           | Dunkerque |
| 11  |  |  | Kévin Lefaix           | Red Star  |

### Record
Aggiornati al 9 luglio 2014
- Maggior numero di vittorie:  Orléans,  Luzenac e  Gazélec Ajaccio (17)
- Minor numero di sconfitte:  Orléans (3)
- Migliore attacco:  Luzenac (51 gol fatti)
- Miglior difesa:  Orléans (22 gol subiti)
- Miglior differenza reti:  Orléans (+24)
- Maggior numero di pareggi:  Orléans,  Dunkerque,  Carquefou e  Vannes (14)
- Minor numero di pareggi:  Boulogne (7)
- Minor numero di vittorie:  Uzès Pont du Gard (5)
- Maggior numero di sconfitte:  Uzès Pont du Gard (21)
- Peggiore attacco:  Uzès Pont du Gard (25 gol fatti)
- Peggior difesa:  Uzès Pont du Gard (61 gol subiti)
- Peggior differenza reti:  Uzès Pont du Gard (-36)